# IC 2575
IC 2575 ist eine Spiralgalaxie vom Hubble-Typ Sc im Sternbild Antlia am Südsternhimmel. Sie ist schätzungsweise 764 Millionen Lichtjahre von der Milchstraße entfernt und hat einen Durchmesser von etwa 160.000 Lichtjahren.

Im selben Himmelsareal befinden sich u. a. die Galaxien NGC 3241 und IC 2576.
Das Objekt wurde am 1. Mai 1900 von DeLisle Stewart entdeckt.